# 朱頤坦
魯恭王朱頤坦（？—1594年），字三畏，明朝第六代魯王，魯端王朱觀𤊟的兒子。他在嘉靖二十八年（1549年）十二月受封寶慶王，而他又在嘉靖三十年（1551年）晉封魯王。朱頤坦和殘酷荒唐的父親不同，有孝行，捐官邸中田湖，賑濟貧民，辭日常俸祿，供給貧窮的宗族。皇帝前後七賜璽書嘉勞。萬曆二十二年（1594年）朱頤坦薨逝後，第六子朱壽鏳嗣位。

## 妻妾
- 魯恭王妃王氏
- 魯恭王次妃李氏
- 魯恭王側妃姚氏
- 魯恭王側妃張氏

## 子
- 嫡長子魯溫肅世子[3] 朱壽𨰜[2]，隆慶三年壬戌去世。
- 庶五子福安憲惠王 朱壽鉁
- 庶六子魯敬王 朱壽鏳
- 庶七子魯憲王 朱壽鋐
- 庶八子寧德王 朱壽鋮
- 庶九子魯肅王 朱壽鏞
- 庶十一子長泰昭和王 朱壽錥
- 庶十二子永福溫僖王 朱壽鉅
- 子 僉都御史 朱壽𮢅[4]

| 大明封国国王          | 大明封国国王                | 大明封国国王            |
| --------------------- | --------------------------- | ----------------------- |
| 新頭銜                | 明寶慶國國王 1549年－1551年 | 封国撤除 原因：襲封魯國 |
| 前任者： 父端王朱觀𤊟 | 明魯國國王 1551年－1594年   | 繼任者： 子敬王朱壽鏳   |